# Biberist
Biberist es una comuna suiza del cantón de Soleura, situada en el distrito de Wasseramt. Limita por el sur con la comuna de Bätterkinden (BE) y Zielebach (BE), al este con Derendingen y Gerlafingen, al norte con Soleura y Zuchwil, y al occidente con Lohn-Ammannsegg, Lüsslingen y Bellach.

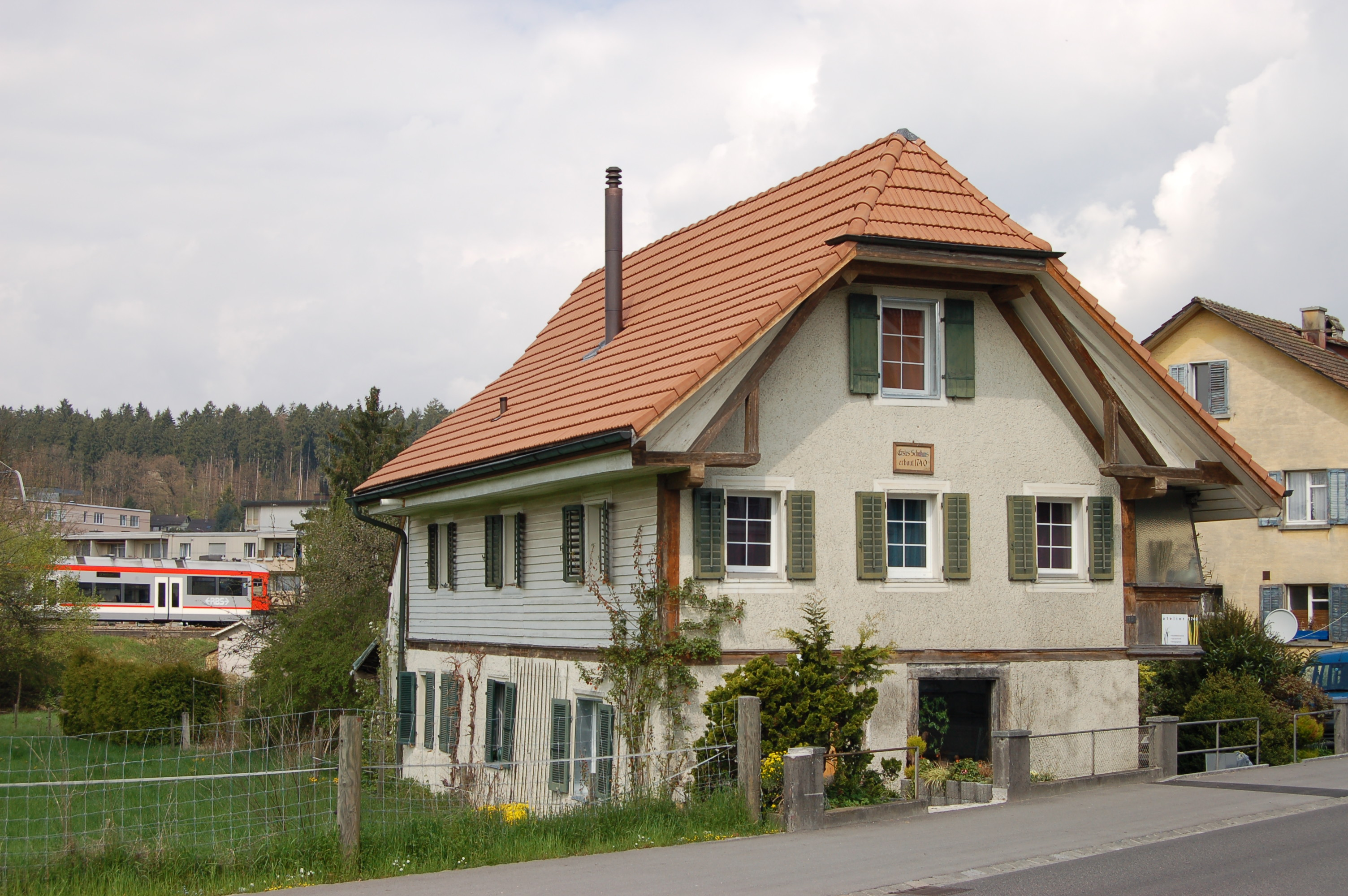
Antigua escuela de Biberist.